# Landsitz Mount Vernon

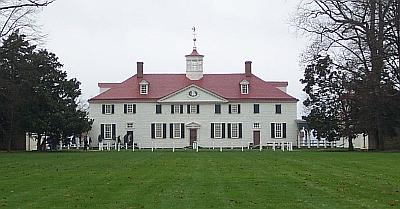
Landsitz Mount Vernon, Ansicht von der Vorderseite

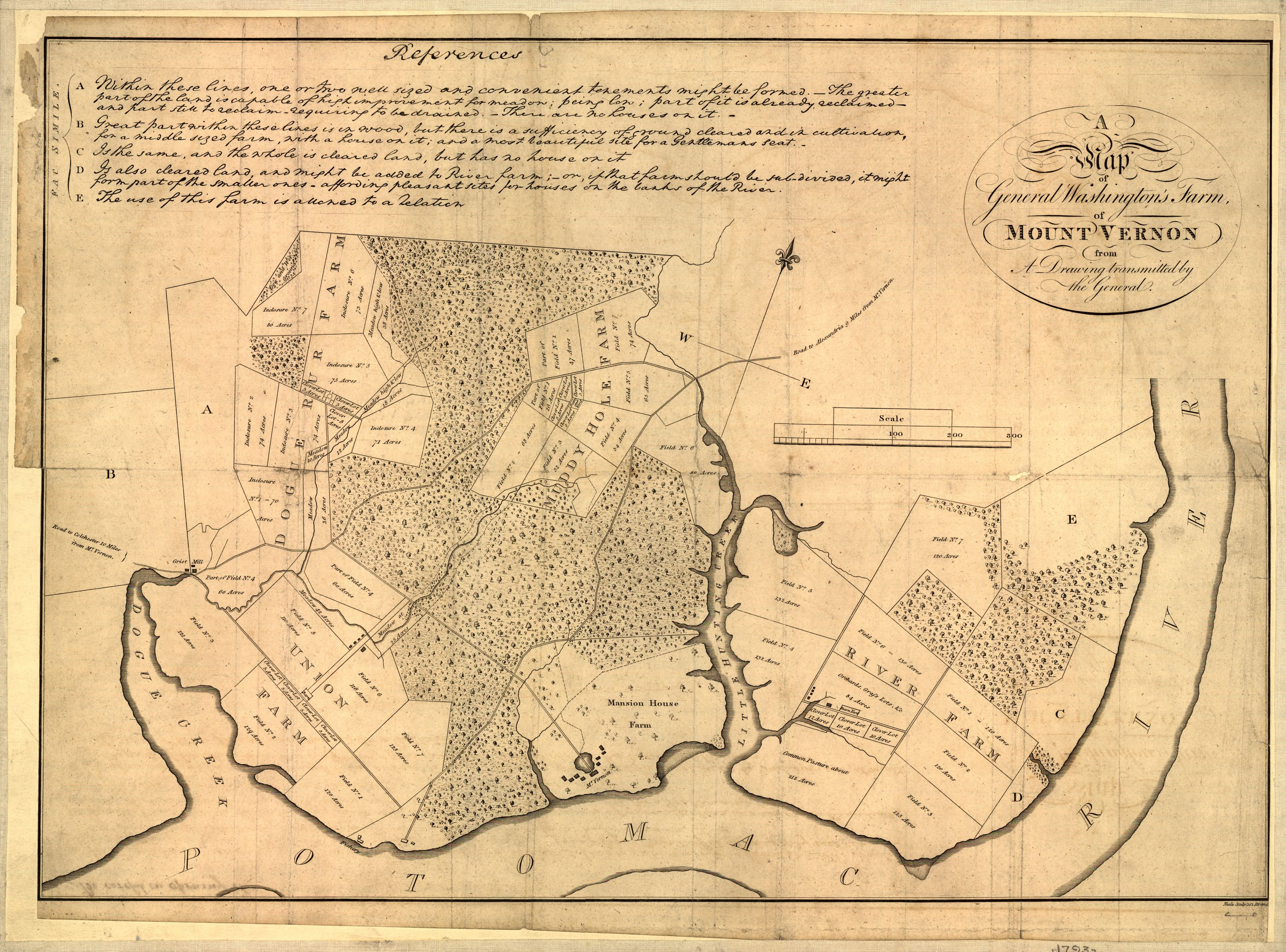
Karte Mount Vernons, von Washington selbst kartographiert

Mount Vernon ist der ehemalige Landsitz des ersten Präsidenten der USA, George Washington, nahe dem Ort Mount Vernon im US-Bundesstaat Virginia. Das im Kolonialstil errichtete Anwesen liegt im Nordosten Virginias direkt am nördlichen Ufer des von Washington, D.C. nach Süden fließenden Potomac Rivers, 12 Meilen (ca. 20 km) südlich vom Weißen Haus, Washingtons Regierungssitz in der Hauptstadt der USA. Es dient heute als Museum.
George Washingtons Halbbruder Lawrence Washington, dem der Landsitz zunächst gehörte, benannte ihn nach dem britischen Admiral Edward Vernon, unter dessen Kommando er am War of Jenkins’ Ear teilgenommen hatte. Nach Lawrences Tod mietete George Washington das Anwesen zunächst von seiner Schwägerin Anne, bevor er es nach deren Tod im Jahre 1761 erbte.
Das Hauptgebäude wurde über mehrere Jahrzehnte mehrmals ausgebaut. Washington, seine Frau Martha sowie mehrere Familienmitglieder sind auf dem Landsitz begraben. 1860 erwarb die Mount Vernon Ladies’ Association of the Union das Gelände.

## Das Herrenhaus (The Mansion)
George Washington erwarb Mount Vernon im Jahre 1754. In den darauffolgenden 45 Jahren wurde der Landsitz umfassend erweitert, damit er Washingtons hohem Status im Staate Virginia gerecht wurde. Washington überwachte dabei in der Entwurfs-, Bau- und Gestaltungsphase jedes Detail – selbst zu Zeiten, in denen er sich im Krieg befand. Kraftvolle Wandfarben demonstrieren Wohlstand und Geschmack der Washingtons. Die Innenräume wurden anhand einer Inventarliste, die nach Washingtons Tod im Jahre 1799 erstellt wurde, umfassend renoviert. Der wohl beeindruckendste Raum ist der in Grün (Washington Lieblingsfarbe) gehaltene große Speisesaal, in dem er im April 1789 den Boten des Kongresses empfing, der ihm die – durchaus erwartete – Nachricht von seiner Wahl zum ersten Präsidenten überbrachte. Im zentralen Hausflur hängt das Artefakt mit der größten historischen Bedeutung: der Schlüssel zur Bastille, den ihm der Marquis de Lafayette nach dem Beginn der Französischen Revolution zusandte.

## Die Nebengebäude
Bei der Gestaltung seines Anwesens achtete Washington auf ein harmonisches Gleichgewicht von Schönheit und Zweckmäßigkeit. Während entlang der Ost-West-Achse des Grundstücks Lustgärten und landschaftlich reizvolle Aussichtspunkte das Bild prägen, liegen an der Nord-Süd-Achse die Nebengebäude, die vom Alltag auf der Plantage zeugen. Sechs Tage pro Woche arbeiteten die Sklaven hier von Sonnenauf- bis Sonnenuntergang, spannen Wolle und Leinen, wuschen die Wäsche von Washingtons Familie und hunderten Gästen, bereiteten Mahlzeiten zu, pökelten Fleisch, beschlugen Pferde und verrichteten viele andere Arbeiten und Dienste, die zum Betreiben einer großen Plantage nötig waren.

## Washingtons Grab

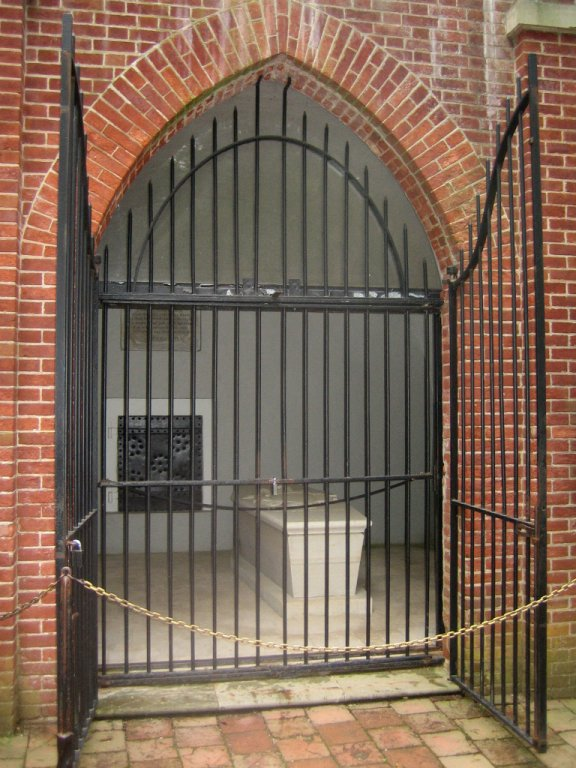
Grabstätte Washingtons

George Washington starb am 14. Dezember 1799 – im Alter von 67 Jahren – in seinem Schlafzimmer auf Mount Vernon. In seinem Testament verfügte er, dass er auf Mount Vernon beerdigt werden wollte. Da sich der Zustand der alten Familiengruft verschlechterte, hatte er außerdem eine Stelle für eine neue Grabstätte aus Backstein ausgewählt. Als diese im Jahr 1831 vollendet war, wurden die sterblichen Überreste Washingtons, seiner Ehefrau Martha und anderer Familienmitglieder dorthin verlegt.

## Sklavendenkmal und Friedhof
Der Standort des ehemaligen Sklavenfriedhofs wird durch ein Denkmal markiert, das den Sklaven gewidmet ist, die auf Mount Vernon lebten und arbeiteten. Dieses Stück Land diente als Begräbnisstätte für Sklaven und freie Schwarze, die im 18. Jahrhundert und in der ersten Hälfte des 19. Jahrhunderts für die Familie Washington arbeiteten. Keiner der ursprünglichen Grabsteine ist erhalten geblieben und die Identität der ca. 75 hier beerdigten Personen ist größtenteils unbekannt.

## Gärten
Der obere Garten bietet eine große Vielfalt an Blumen und Baumarten sowie zwei Buchsbaumanlagen im französischen Fleur-de-Lis-Design. Der untere Garten, einer der beeindruckendsten amerikanischen Gärten im Colonial-Revival-Stil, versorgte die geschäftige Küche von Mount Vernon mit frischem Obst und Gemüse. Im Obstgarten und in der Baumschule züchtete Washington u. a. Kirsch-, Apfel- und Birnbäume. Hier experimentierte er auch mit neuen Samen und Pflanzen, bevor er sie auf seinem Landsitz verwendete.

## Waldwanderweg
Fast die Hälfte von George Washingtons 3240 Hektar großem Landsitz Mount Vernon war im 18. Jahrhundert mit Wald bedeckt. Ein circa 400 Meter langer Waldwanderweg lässt erahnen, wie die Wälder aussahen, die dem Gut Feuerholz, Bauholz und Material zur Errichtung von Zäunen lieferten sowie für den Wildbraten auf George Washingtons Tafel sorgten. Die Wälder boten zudem Unterhaltung für Washington und andere begeisterte Fuchsjäger, die das Landgut besuchten.

## Musterfarm
Obwohl George Washington vor allem als Präsident und Oberbefehlshaber der Armee bekannt ist, sah er sich selbst zuallererst als Landwirt. Er erkannte die Unzulänglichkeiten der landwirtschaftlichen Praktiken des 18. Jahrhunderts und war ein Wegbereiter für innovative Methoden wie wechselnden Anbau und den Einsatz von Düngemitteln. Die 1,62 Hektar große Ausstellungsfarm befindet sich nur 5 Gehminuten südlich vom Herrenhaus, direkt neben dem Pier am Potomac River. Zu den Höhepunkten der Farm zählen eine sechzehnseitige, von Washington selbst entworfene Scheune. Heute erklärt eine Videopräsentation vor Ort die Rekonstruktion dieses Gebäudes.

## Potomac River – Ufer und Pier
Für seinen Landwirtschafts- und Fischereibetrieb benötigte Washington einen Pier, von dem aus die Waren per Schiff nach Alexandria transportiert wurden. Der heutige Pier wurde im 19. Jahrhundert errichtet und 1991 restauriert.

## George Washingtons Whiskybrennerei und Getreidemühlen
George Washington war ein Landwirt und Geschäftsmann mit Unternehmergeist. Seine Whiskybrennerei und Getreidemühle arbeiteten mit Technologien, die für das 18. Jahrhundert hochmodern und innovativ waren. Die Wassermühle ist heute noch in Betrieb und für Besucher geöffnet. Auch Whisky wird, ganz wie zu Washingtons Zeiten, auf Mount Vernon gebrannt. Mühle und Brennerei befinden sich ca. 4,5 Kilometer vom Anwesen entfernt.

## Der Landsitz Mount Vernon – Eine kurze Zeittafel

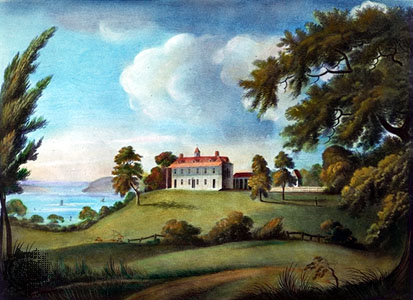
Mount Vernon um 1800, Gemälde von Francis Jukes

- 1674 John Washington, der Urgroßvater von George Washington, erhält Ländereien am oberen Potomac River zwischen Little Hunting Creek und Dogue Run, dem späteren Standort von Mount Vernon.
- 1726 Augustine Washington, der Vater von George Washington, erwirbt die Plantage Little Hunting Creek von seiner Schwester Mildred.
- 1732 George Washington, das erste Kind von Augustine und Mary Ball Washington, wird auf der Pope's Creek Plantage am Potomac River in Westmoreland County, Virginia geboren.
- 1735–38 und 1741 Augustine Washington hält sich mit seiner jungen Familie auf der Plantage Little Hunting Creek auf.
- 1743 Augustine Washington stirbt. Lawrence Washington, George Washingtons älterer Halbbruder, heiratet und lässt sich auf der Plantage nieder, die er zu Ehren seines Kommandeurs Admiral Edward Vernon in Mount Vernon umbenennt.
- 1752 Lawrence Washington stirbt auf Mount Vernon.
- 1754 George Washington pachtet Mount Vernon von Lawrence Washingtons Witwe.
- 1759 George Washington heiratet Martha Dandridge Custis, die Witwe von Daniel Parke Custis und lässt sich mit ihr und ihren zwei kleinen Kindern, John Parke Custis und Martha Parke Custis, auf Mount Vernon nieder.
- 1775 Washington wird zum Oberbefehlshaber der amerikanischen Streitkräfte ernannt. Abgesehen von kurzen Zwischenstopps auf seinem Weg von und nach Yorktown im Jahr 1781 wird er Mount Vernon acht Jahre lang nicht zu Gesicht bekommen.
- 1781 John Parke Custis stirbt; George und Martha ziehen ihre jüngsten Enkel, Eleanor Parke Custis Lewis und George Washington Parke Custis, wie ihre eigenen Kinder auf.
- 1783 George Washington quittiert den Militärdienst und zieht sich in den Ruhestand nach Mount Vernon zurück.
- 1787 George Washington sitzt dem Verfassungskonvent in Philadelphia vor.
- 1789–97 George Washington ist der erste Präsident der Vereinigten Staaten von Amerika. Während dieser Zeit besucht er Mount Vernon fünfzehnmal.
- 1799 George Washington stirbt und wird in der alten Familiengruft auf Mount Vernon beigesetzt.
- 1802 Martha Washington stirbt und wird neben ihrem Ehemann in der alten Familiengruft beigesetzt. Mount Vernon geht auf George Washingtons Neffen Bushrod Washington über.
- 1829 Bushrod Washington stirbt und hinterlässt Mount Vernon seinem Neffen John Augustine Washington.
- 1831 Gemäß George Washingtons letztem Wille und Testament wird eine neue Grabstätte errichtet. Er, seine Frau Martha und andere Verwandte werden von der alten Familiengruft in das neue Grab umgebettet.
- 1858 Die Mount Vernon Ladies' Association erhält ihre Konzession vom Staate Virginia und erwirbt Mount Vernon für 200.000 US-Dollar von John A. Washington jr.
- 1960 Mount Vernon erhält den Status eines National Historic Landmarks und ist eine von 121 historischen Stätten dieser Art in Virginia.[3]
- 1966 Mount Vernon wird als Bauwerk in das National Register of Historic Places aufgenommen.[4]
- 2008 Aufnahme von Mount Vernon in die Tentativliste zur Nominierung als UNESCO-Welterbe.[5]